# Royal Olympic Club Flémalle
Royal Olympic Club Flémalle is een Belgische voormalige handbalvereniging uit Flémalle.

## Geschiedenis
De vereniging werd in 1924 opgericht onder de naam OC Flémallois (Olympic Club Flémalle) door Joseph Demaret.
In de jaren 60 en '70 werd de club elf keer landskampioen (1957-1958, 1958-1959, 1959-1960, 1960-1961, 1961-1962, 1962-1963, 1963-1964, 1964-1965, 1968-1969, 1969-1970, 1975-1976) en wonnen ze  driemaal de Beker van België. In de jaren 80, maakte ROC Flemalle de heen-en terugreis tussen eerste klasse en tweede klasse en in de jaren 90 verbleef ROC in de lagere divisies. In de jaren 2000 keert de club in het seizoen 2005-2006 terug in Eerste nationale. 
In 2009 fuseerde de club met HC Herstal. De nieuwe club ging verder onder de naam VOO HC Herstal-Flémalle ROC.

## Palmares

### Heren
De herenploeg werd elfmaal landskampioen en driemaal bekerwinnaar:
- Kampioen van België: 1958, '59, '60, '61, '62, '63, '64, '65, '69, '70 en '76.[1]
- Bekerwinnaar: 1960, '61, '62[1]

## Bekende (ex-)spelers
- Lido Agnelli
- Thomas Cauwenberghs
- Jules Devlieger
- Marcel Dewar
- Thierry Herbillon
- Richard Lespagnard
- Jean Mossoux
- Paul Roekaerts
- Dino Thiam
- Eric Vreven